# بانک صادرکننده
بانک صادرکننده بانکی است که  کارت‌های پرداخت را مستقیماً برای مشتریان صادر می‌کند.

## آمار
در سرتاسر جهان، بیش از ۱٫۵ میلیارد کارت پرداخت در گردش است.